# TMDb
The Movie Database, більш відома за абревіатурою TMDb, — це безкоштовна база даних фільмів і серіалів з відкритим вихідним кодом, створена Тревісом Беллом у 2008 році. TMDb є проєктом-конкурентом комерційної Internet Movie Database і може використовуватися, наприклад, програмним забезпеченням медіацентру Kodi.

## Історія
Спочатку розпочався як побічний проєкт, щоб допомогти користувачам фан-арту високої роздільної здатності для Kodi (раніше XBMC) шляхом обміну файлами, стиснутими у формат zip. Через складність обміну таким чином, Белл створив базу даних з відкритим вихідним кодом, щоб окремі користувачі могли додавати й вносити вміст самостійно.
Відтоді сайт набув більшої популярності, оскільки є одним з основних постачальників даних для низки інших сервісів, зокрема Plex, Letterboxd, SeriesGuide, Cinematics: The Movie Guide та багатьох інших.

## Дані
З 2008 року всі дані та зображення вносяться користувачами, причому сайт зазвичай обробляє понад 12 000 редагувань на день; і ці внески контролюються групою модераторів-волонтерів. Станом на жовтень 2016 року сайт містить близько 300 000 фільмів; і він продовжує зростати.

## Мови
Дані TMDb можуть бути перекладені на будь-яку мову, якщо користувачі вирішать зробити свій внесок. На сайті доступні такі мови: англійська, українська, німецька, французька, грецька, іспанська, португальська, румунська, китайська та інші.

## API
Некомерційні організації отримують безкоштовний доступ до інтерфейсу прикладного програмування (API) TMDb, що дозволяє отримати доступ до всіх даних на всіх підтримуваних мовах. Відомо, що користувачі TMDb надають комплекти розробки програмного забезпечення (SDK), які полегшують інтеграцію з TMDb. API також доступний для некомерційних організацій.

## Порівняння
На відміну від схожого комерційного сайту IMDb (належить американській компанії Amazon.com), який стягує великі щорічні внески з клієнтів за використання своїх даних, TMDb має відкритий вихідний код, що означає, що багато сайтів кіно і телебачення можуть отримати доступ і використовувати його дані, в тому числі окремі користувачі програмного забезпечення для управління медіа, такого як Plex, Kodi та ін.
TMDb набув широкого інтересу, коли наприкінці лютого 2017 року IMDb повідомив про повне видалення функції обговорень на своєму сайті, включно з усіма історичними даними повідомлень. Після видалення, велика кількість користувачів повідомлень знайшли TMDb, а провідний розробник Белл негайно включив на сайт функцію обговорень для кожного поля (фільм, серіал/епізод, компанія, особа), щоб швидко допомогти користувачам продовжувати спілкуватися на теми, пов'язані з кіно та телебаченням.